# Ananteris
Ananteris és un gènere poc conegut d'escorpins rars. Conté 84 espècies que es troben a Amèrica del Sud, entre les quals:
- Ananteris balzanii Thorell, 1891
- Ananteris dacostai Ythier, Chevalier & Lourenço, 2020
- Ananteris pydanieli Lourenço, 1982
- Ananteris kalina Ythier, 2018
- Ananteris luciae Lourenço, 1984
- Ananteris mamilihpan Ythier, Chevalier & Lourenço, 2020
- Ananteris maranhensis Lourenço, 1987
- Ananteris pierrekondre Lourenço, Chevalier, Gangadin & Ythier, 2020
- Ananteris sabineae Lourenço, 2001
- Ananteris sipilili Ythier, Chevalier & Lourenço, 2020
- Ananteris tresor Ythier, Chevalier & Lourenço, 2020
- Ananteris nairae Lourenço, 2004
- Ananteris faguasi Bojero-Trujillo, 2009
- Ananteris volschenki Bojero-Trujillo, 2009
- Ananteris kalina Ythier, 2018